# موره
شهر موره (به فرانسوی: موره) در شهرستان اوت-گارون در ناحیه پیرنه میانه با جمعیت ۲۳٬۶۲۲ نفر در کشور فرانسه واقع شده است